# 伏爾泰站
伏爾泰站（法語：Voltaire）是巴黎地鐵的一個車站。伏爾泰站位於巴黎十一區，開通於1933年12月10日，是巴黎地鐵9號線延長工程的一部分。車站名稱來自於法國哲學家伏爾泰。

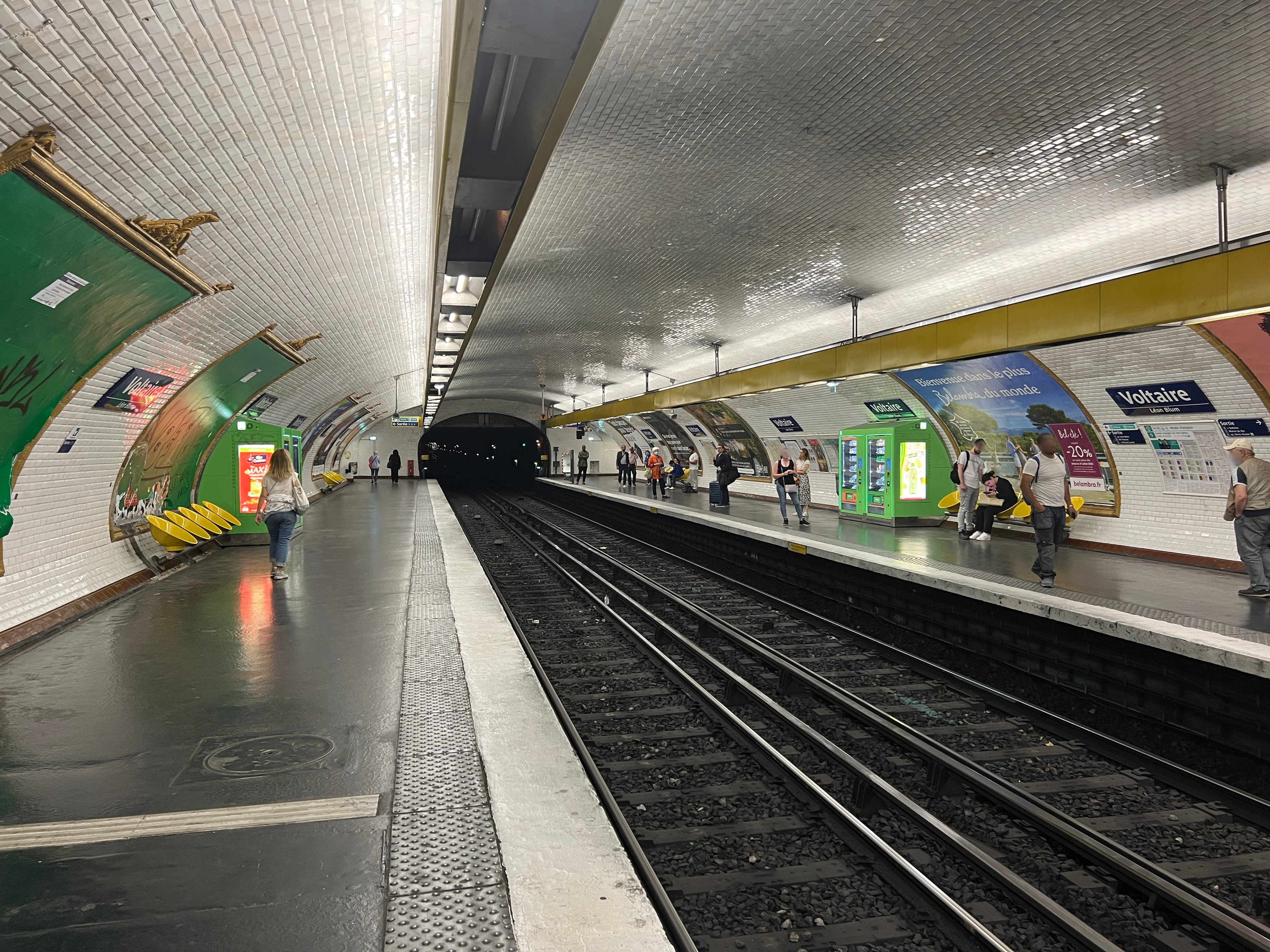
月台（2022年6月）

## 車站結構
| 街道層    |                    |                          |
| B1        | 夾層               |                          |
| 9號線月台 | 側式月台，右側開門 | 側式月台，右側開門       |
| 9號線月台 | 西行               | 往塞夫爾橋（聖昂布瓦斯） |
| 9號線月台 | 東行               | 往蒙特勒伊鎮（沙隆）     |
| 9號線月台 | 側式月台，右側開門 |                          |